# 地表對氣候的影響
地表對氣候的影響（英語：Land surface effects on climate）所涵蓋的範圍廣泛，而且因地區不同而表現各異。森林砍伐和濫用自然景觀發揮有重要的作用。其中一些地表環境變化所產生的影響與全球暖化效應產生的相似。

## 森林砍伐的影響
可影響氣候的地表變化主要有森林砍伐（特別是發生在熱帶雨林），以及因過度放牧或是缺乏放牧而破壞草地生態系統和荒漠和乾燥疏灌叢。自然景觀發生變化之後通常會降低蒸發散作用，大氣中得到的水蒸氣不足，而限制雲層形成，降雨無從發生。 同儕審查雜誌《大氣化學與物理學》提出，森林地區的蒸發率超過海洋，其形成低壓區，形成大氣中的水分循環作用，而促進風暴和降雨發生。美國生物科學研究所在2009年發表一篇類似的論文來支持此一概念。此外，隨著森林砍伐和/或草地生態系統遭受破壞，植物收集（即於其上凝結）的露水數量會大幅降低。 所有這些因素都是導致前述地區沙漠化的罪魁禍首。
在學術期刊《科學》雜誌上發表的一篇文章中提到，亞馬遜盆地之中的25-50%降雨來自森林，如果森林砍伐達到30-40%的程度，這個盆地的大部分地區將會進入永久性乾旱氣候。
對於永續農業主義者而言，土地-大氣之間相互反饋的概念很常見，例如日本自然農法提倡者福岡正信，在其1975年出版的著作《一根稻草的革命》中說：“雨水的來源是地面，而非空中。”
森林砍伐和草地變成沙漠也會導致區域氣候變冷，原因為地表在白天有強大反照率（陽光受到裸露地面的反射），以及由於缺乏植被和濕度，熱量無法留住，會在夜間迅速被輻射進入大氣中。
林地復育、保護性放牧、整體農業管理，以及在旱地建設雨水撲滿和關鍵線設計，都是可用來防止或減輕乾旱影響的方法。

## 山嶺氣象效應

### 地形推升
當氣團被迫沿著上升地勢，從低海拔上升到高海拔時，就會發生地形推升的作用。氣團上升到某種高度，會迅速經絕熱膨脹而冷卻，將相對濕度提高到100%，而形成雲，在適當的條件下就會降雨。

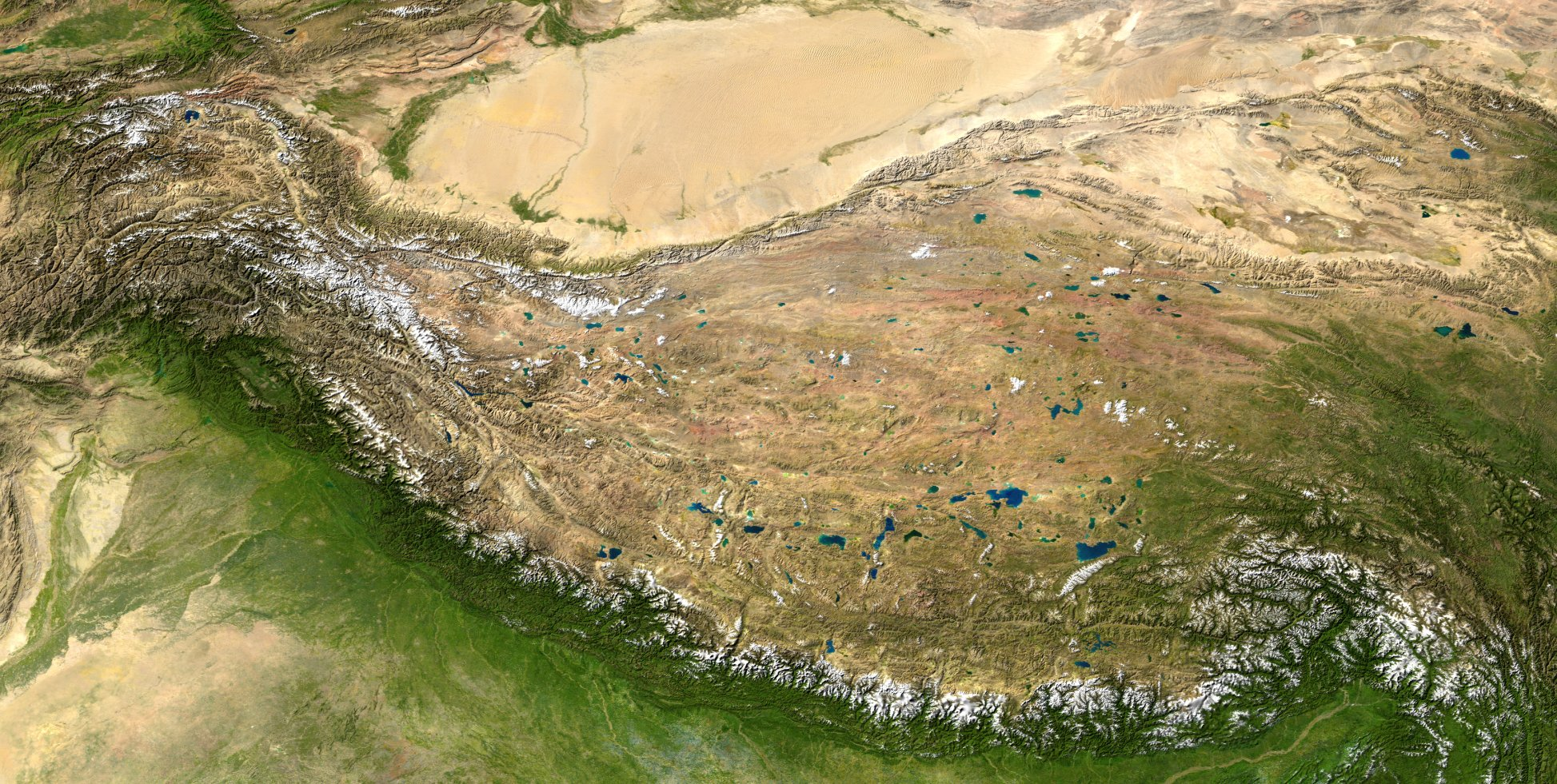
青藏高原是典型的雨影區，因喜馬拉雅山脈阻擋來自印度洋濕氣而形成。

### 雨影
雨影指的是山區背風面的乾燥區域。山脈阻擋降雨系統的通道，並在山的背面留下一片乾燥的“陰影（區域）”。盛行的風把潮濕的空氣吹向山頂，在穿過山頂之前會凝結而降下。與地形推升相反的作用是包含甚少水分的空氣越過山頂後向山後移動，形成被稱為“雨影”的較為乾燥的區域。

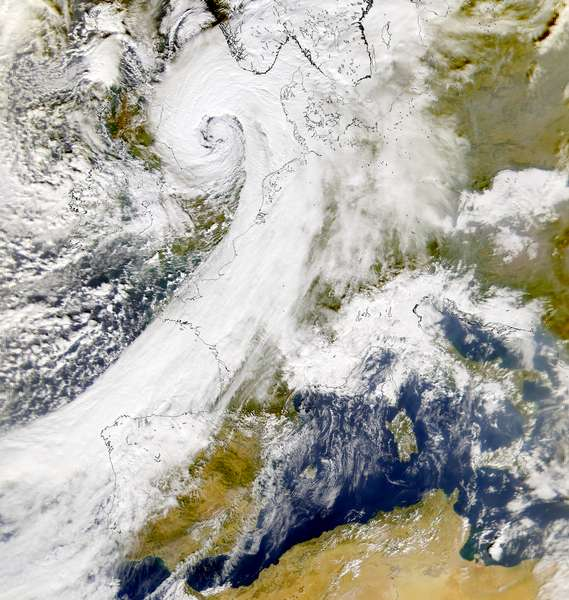
當歐洲有極低氣壓時，會吸引夾帶地中海濕氣的空氣攀越阿爾卑斯山進入，形成焚風。此為NASA提供在2000年進入歐洲的颶風衛星圖。

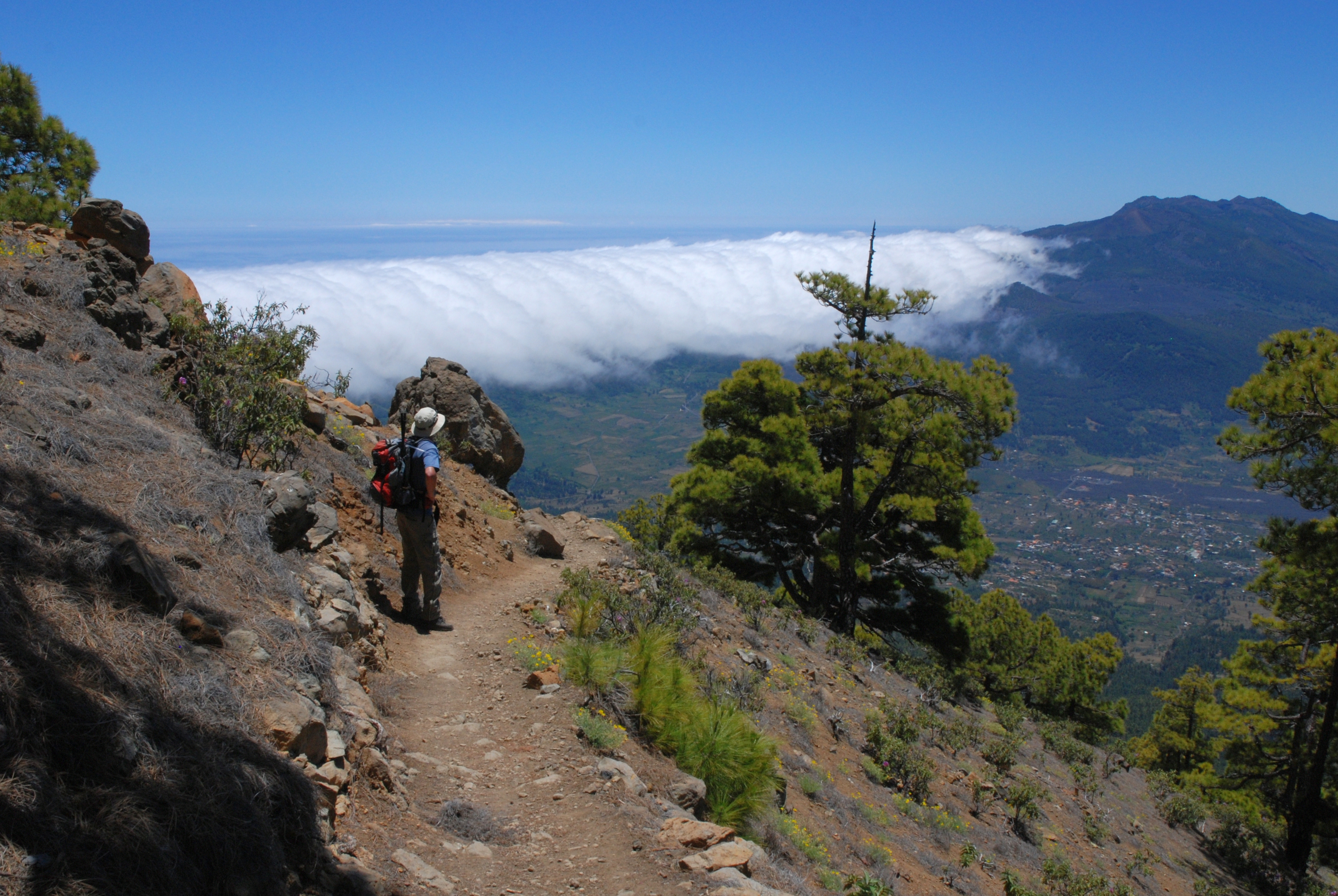
西班牙加那利群島最西北端的火山島 - 拉帕爾馬島背風處所觀察到由大西洋潮濕空氣，往東越過山頂而形成的焚風雲

### 焚風
焚風（英語：foehn wind，或拼寫為（英語：föhn wind）是種乾燥、溫暖的下坡風，發生在山脈的背風處（下風側）。
焚風是種雨影風，經絕熱壓縮而變暖的空氣所引起，空氣中的大部分水分已在迎風坡降下（見前述地形推升）。由於濕空氣和乾空氣的絕熱氣溫垂直遞減率不同，在同等高度，背風坡的空氣變得比迎風坡的更暖和。焚風可在短短幾分鐘內把溫度升高多達14°C（25°F）的程度。來自地中海的潮濕空氣越過阿爾卑斯山後成為焚風，在山後的中歐因而享有較溫暖的氣候。